# معرض برلين الدولي للطيران
معرض برلين الدولي للطيران، (الألمانية:: Internationale Luft- und Raumfahrtausstellung (ILA)، (بالإنجليزية: ILA Berlin Air Show)‏. هو معرض يجمع بين معرض تجاري رئيسي لصناعات الطيران والدفاع مع عرض جوي عام. يقام كل عام حتى في مطار برلين إكسبوسنتر الجديد بالقرب من شونيفيلد، براندنبورغ 18 كم جنوب شرق برلين، ألمانيا. أقيم أحدث معرض إيلا برلين للطيران 1-4 يونيو 2016.
تأسست في عام 1909، مما يجعله أقدم معرض جوي في العالم، وأنه من بين أكبر وأهم المعارض التجارية الفضاء اليوم. وفقا للمنظمين ميسي برلين غمب، في عام 2012 اجتذب معرض برلين الجوي 125,000 زائر متخصص و 105,000 من أفراد الجمهور، مع حضور 3600 صحفي من 65 دولة أيضا.
الشكل مشابه لمعرض باريس الجوي في فرنسا ومعرض فارنبورو الدولي للطيران في بريطانيا، والأحداث الرئيسية الأخرى في التقويم الجوي الأوروبي التقويم. يبدأ الحدث برلين مع ثلاثة أيام المهنية مغلقة لعامة الناس، وبعد ذلك الجمعة والسبت والأحد يسمح للجمهور. وتشمل أقسام العرض الرئيسية المخطط لها لعام 2014 النقل الجوي التجاري، والفضاء، والطيران العسكري، والطائرات العمودية، ونظم الطائرات المدنية والعسكرية غير المأهولة، والمعروفة أيضا باسم الطائرات بدون طيار.

## خلفية تاريخية

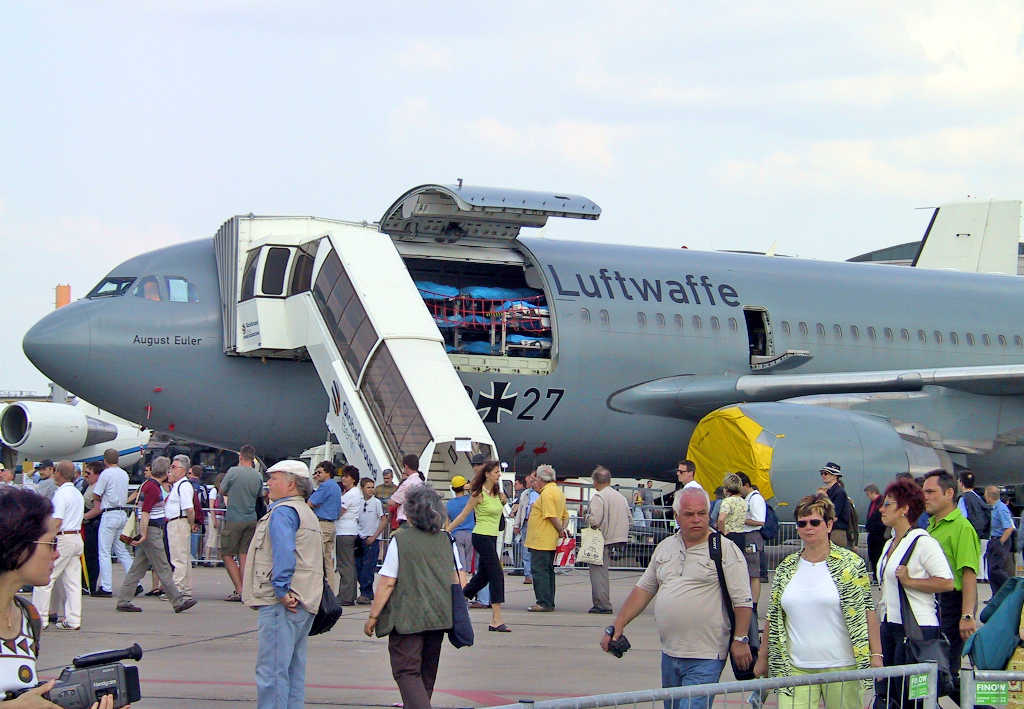
معرض برلين للطيران 2002.

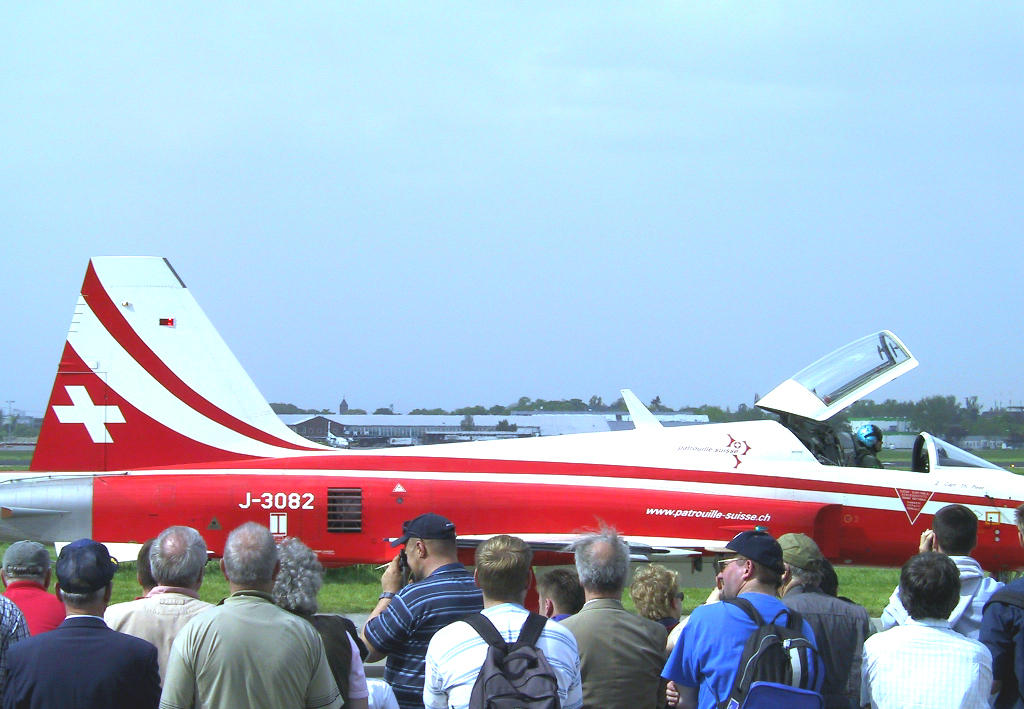
جانب من معرض برلين الدولي للطيران 2002.

عقد المعرض لأول مرة في فرانكفورت في عام 1909، وعلى هذا النحو يمكن أن يدعي أنه أقدم معرض الطيران في العالم. بعد أول إيلا، بعد فكرة منشئ الطائرات أغسطس يولر، العديد من النوادي الطيران مجتمعة لتشكيل جمعية الطيارين الألمانية في أبريل 1910. بعد فترة وجيزة، تأسست جمعية صناع الطائرات الألمانية في فرانكفورت / مين، إقامة علاقات وثيقة بين ورابطة القانون الدولي، والجمعية الاتحادية لصناعة الفضاء الجوي (بدلي)، وهي منظمة موجودة اليوم.
قبل الحرب العالمية الأولى، عقدت إيلا في برلين (1912 وبعد ذلك في عام 1928). عندما استعادت ألمانيا السيادة الجوية بعد الحرب العالمية الثانية، وضعت الأسس في عام 1955 من أجل "المعرض الدولي للسفر جوا"، الذي عقد في عام 1957 في مطار لانجنهاجين كجزء من معرض هانوفر التجاري، الأول في جولة من تظهر دائرة أراضي إسرائيل في هانوفر أن كان لأكثر من 30 عاما.
عرف المعرض في البداية باسم معرض الطيران الألماني، وقد جذب المعرض بشكل متزايد المشاركين من الخارج، وفي عام 1978 تم إحياء ثلاثة رموز رمزية إيلا من عام 1909. في عام 1992، فتحت التغيرات السياسية والاقتصادية البعيدة المدى التي وقعت في أوروبا منذ سقوط جدار برلين الطريق أمام إدارة أراضي إسرائيل للعودة إلى مسقط رأسها في برلين. وتشمل أقسام العرض الرئيسية لرابطة أراضي إسرائيل الطيران التجاري، والفضاء، والطيران العسكري والتكنولوجيا العسكرية، والمعدات والمحركات، والطيران العام والطائرات العمودية.

## الموقع
تم الانتهاء من منطقة المعارض الجديدة متعددة الأغراض، التي يطلق عليها مطار برلين إكسبوسنتر المتاخمة لمعدل بير، في الوقت المناسب لرابطة أراضي إسرائيل 2012. ويغطي القسم الرئيسي من الأرض حوالي 250,000 متر مربع.
يقع الموقع على بعد 18 كم (11 ميل) جنوب شرق العاصمة الألمانية برلين.

## معرض الصور

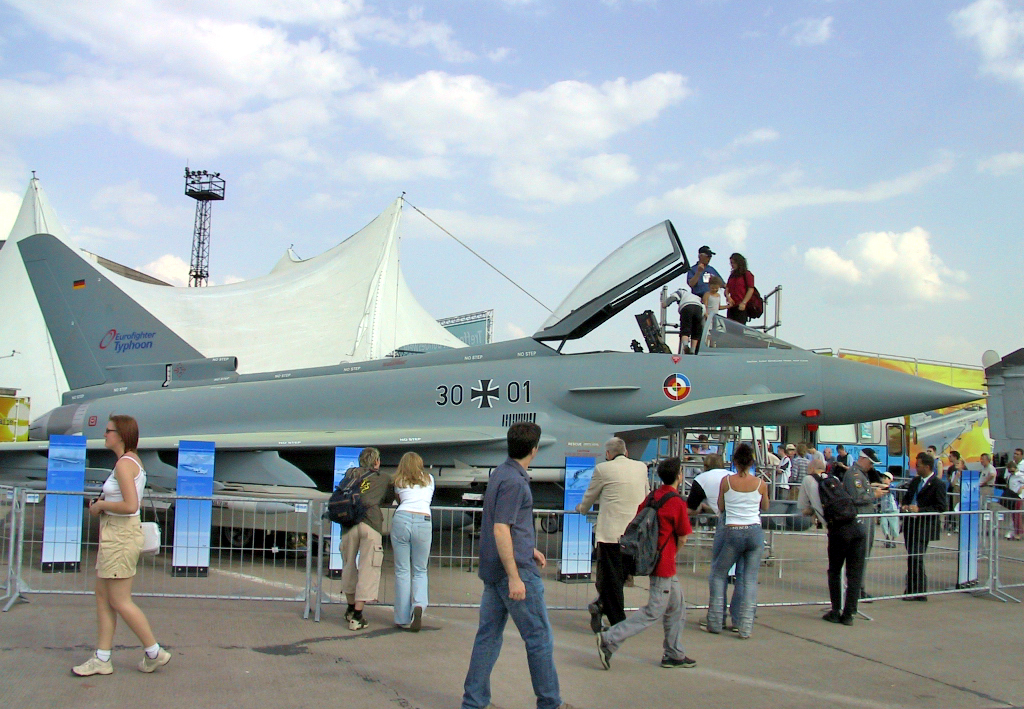
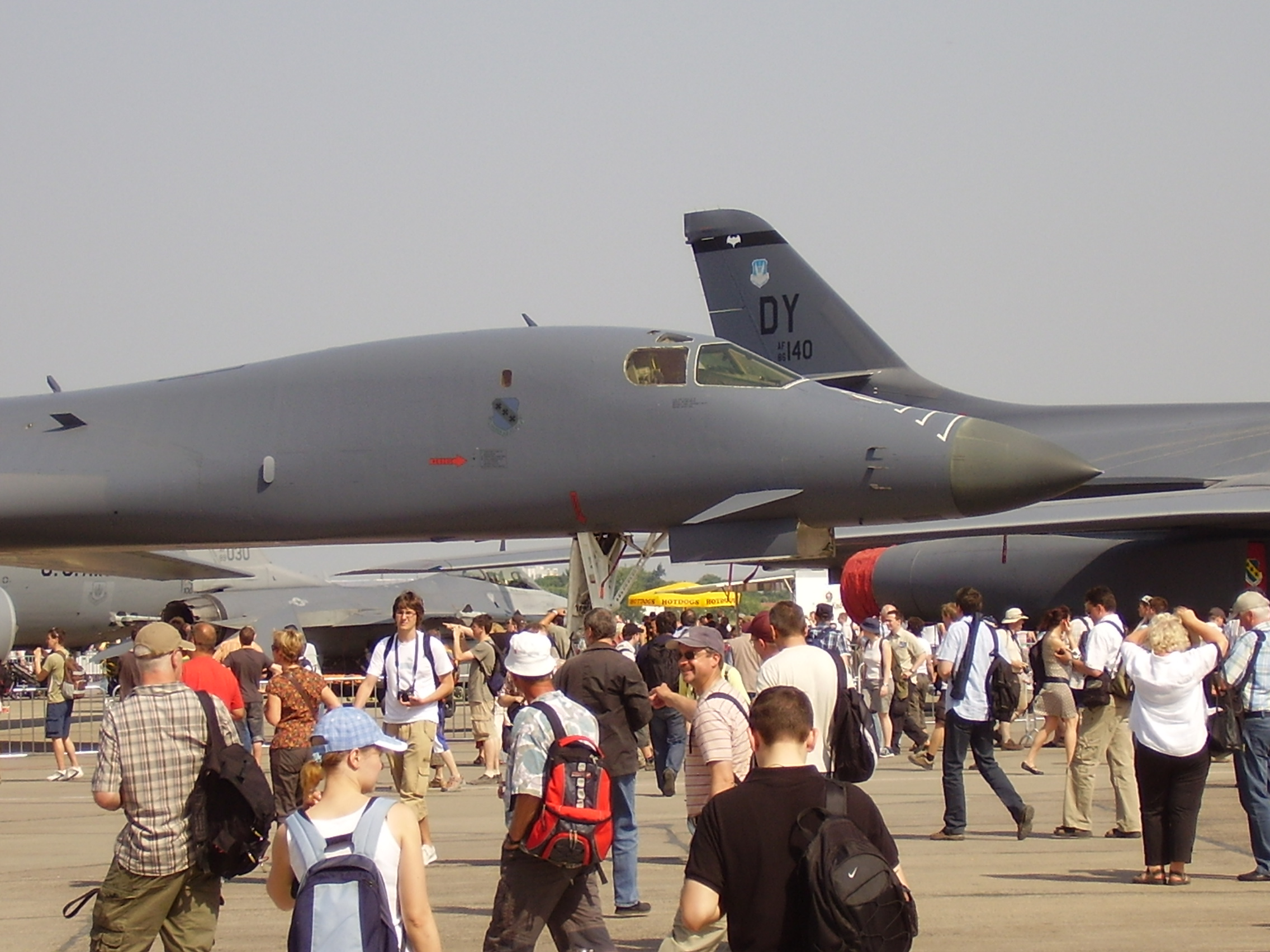
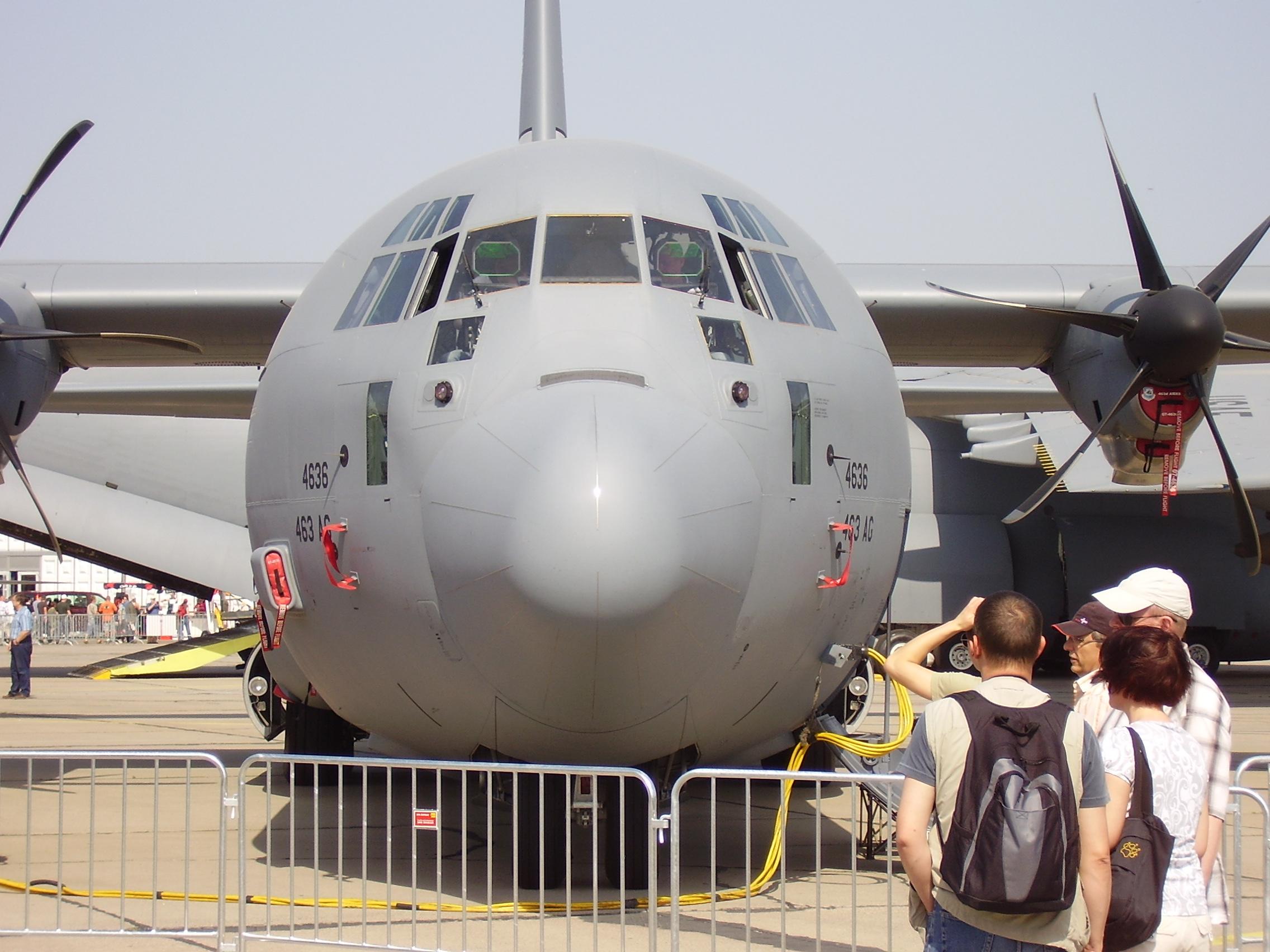
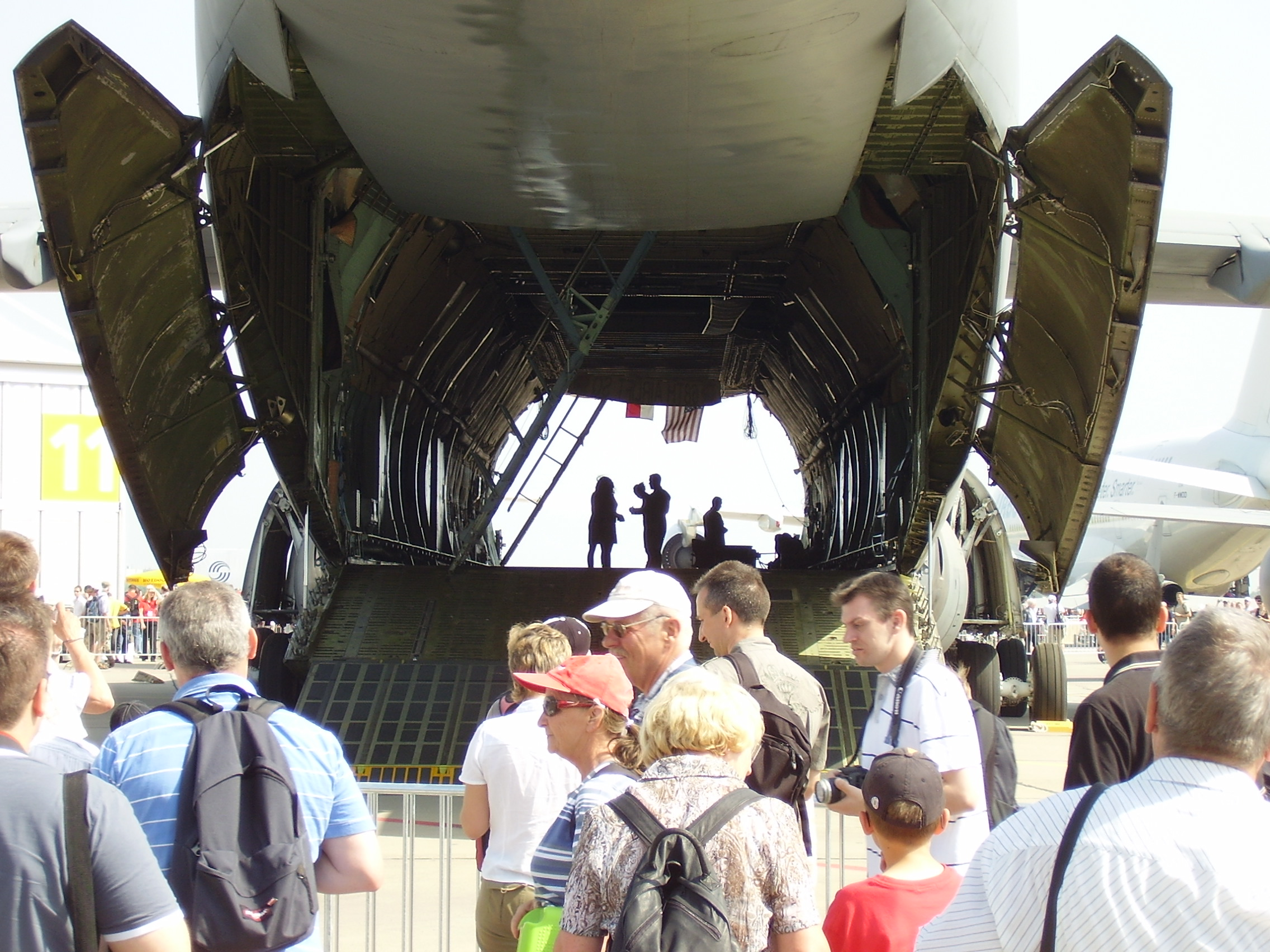
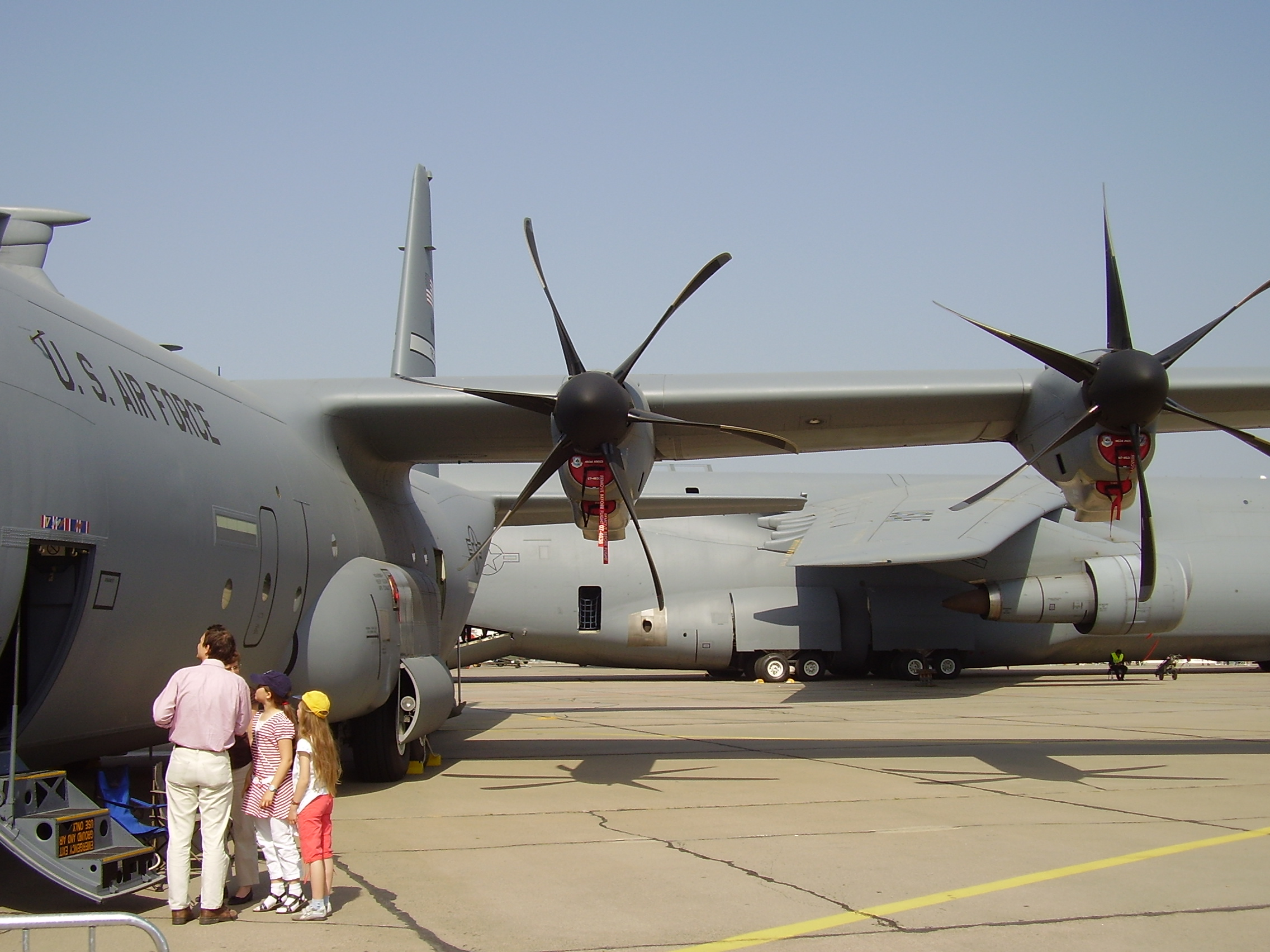
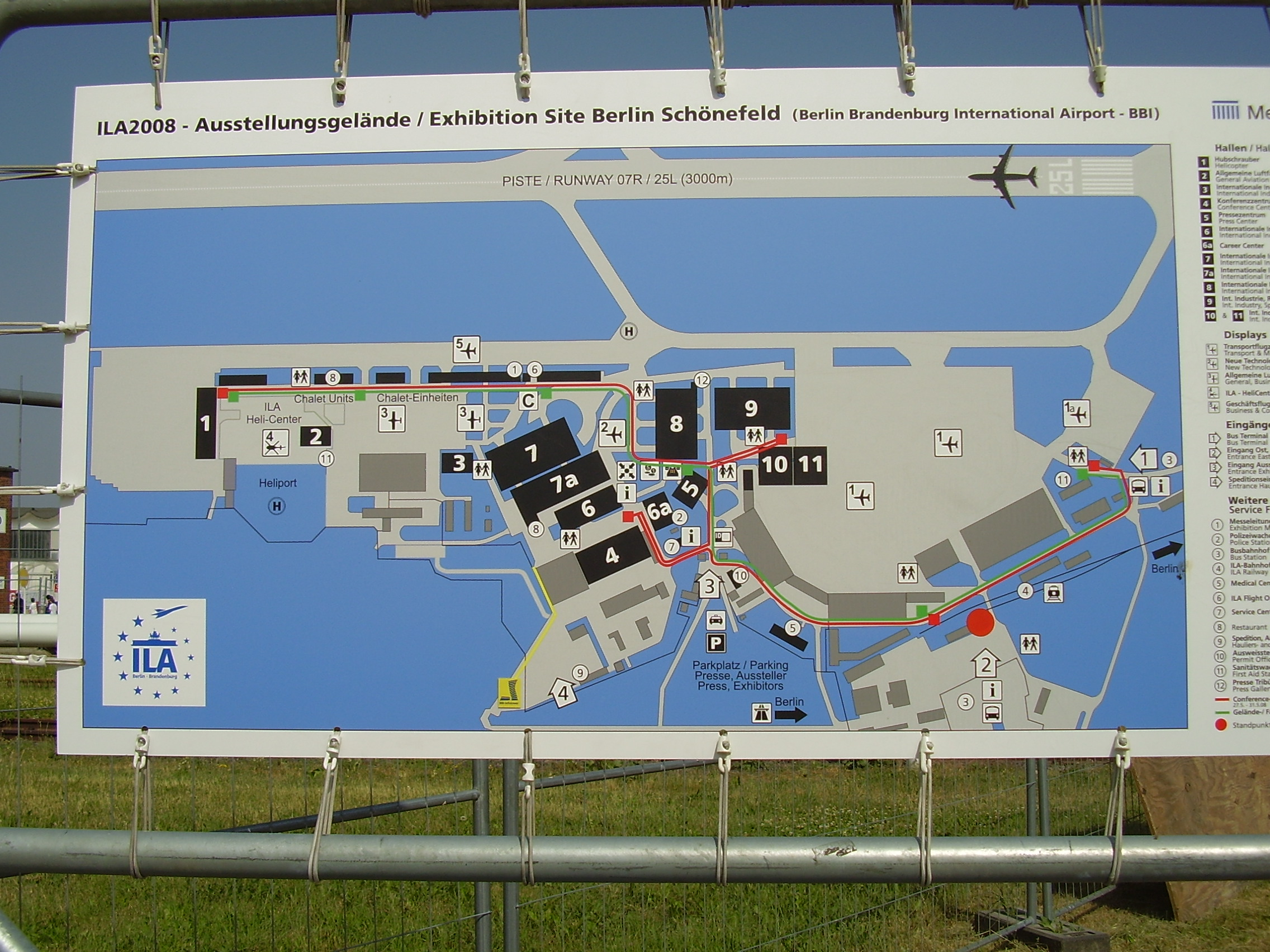
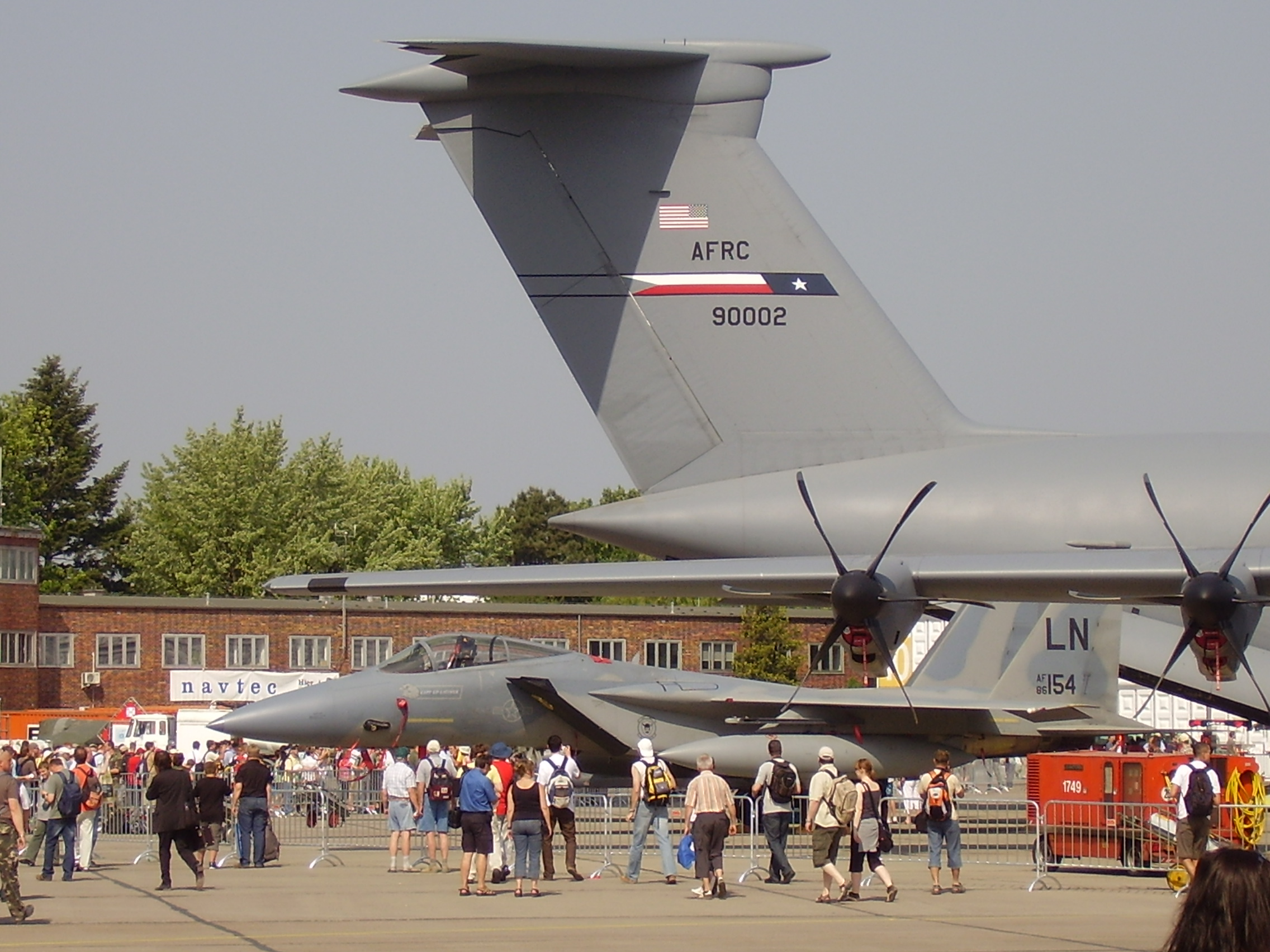
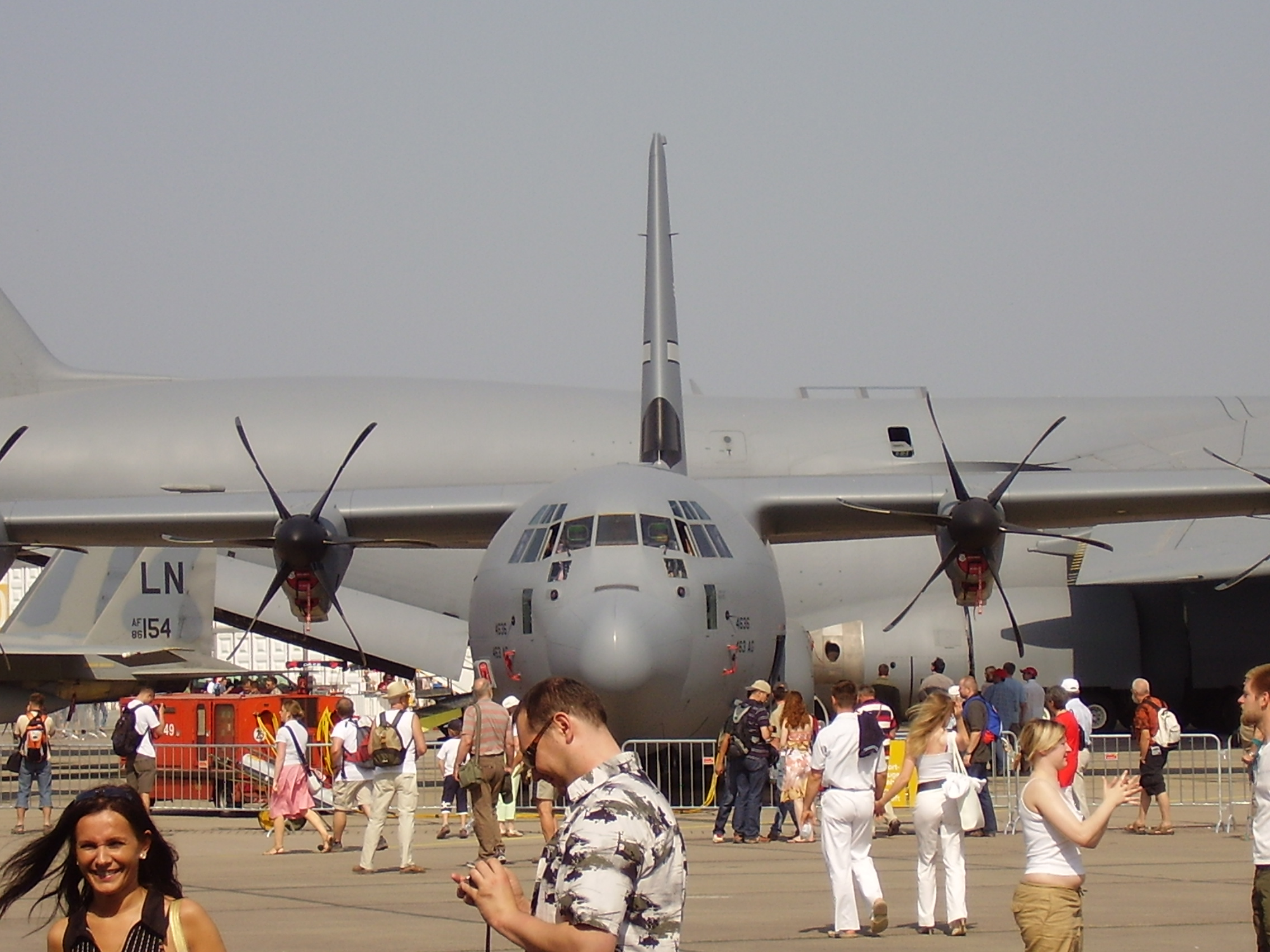
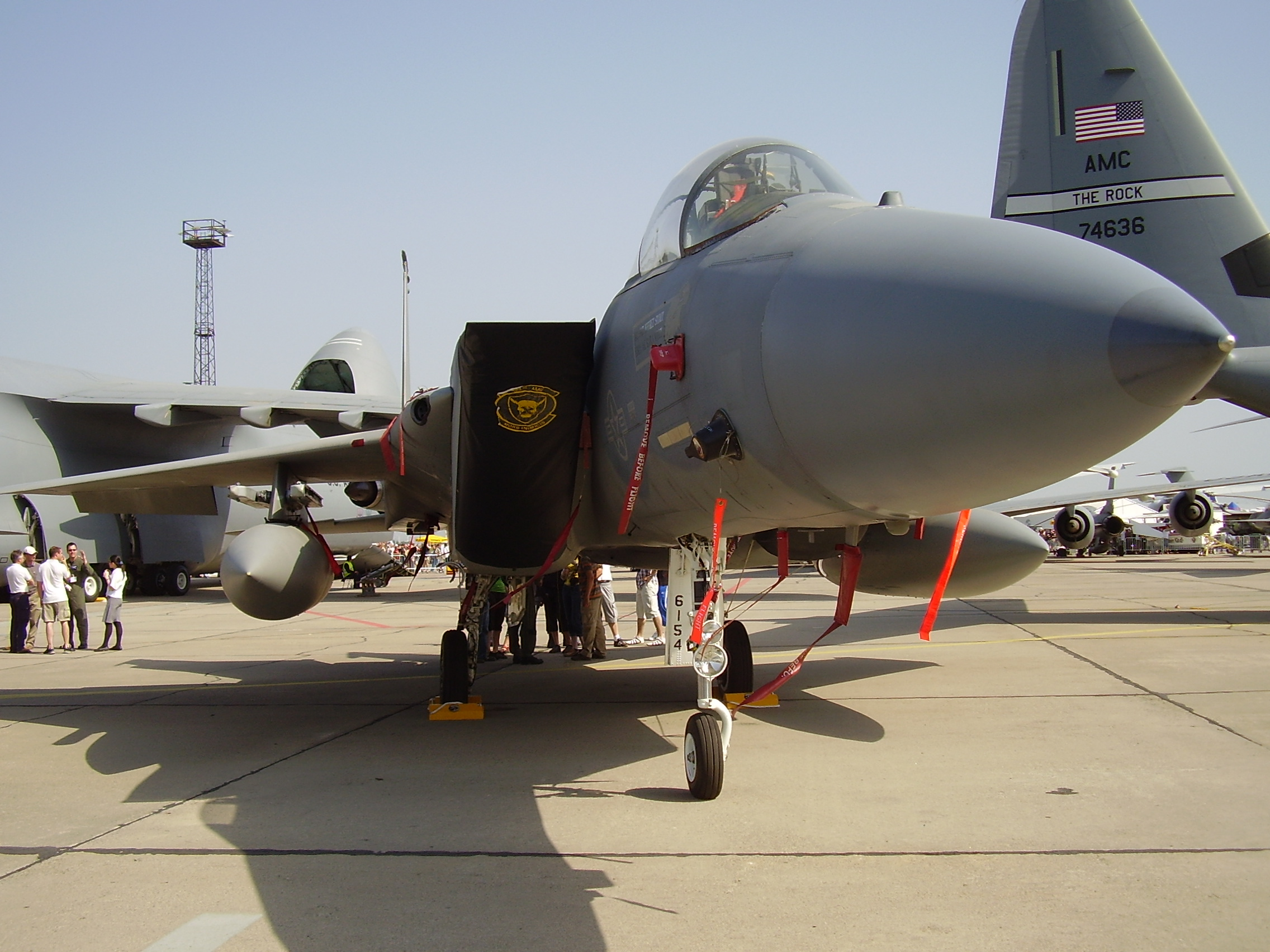
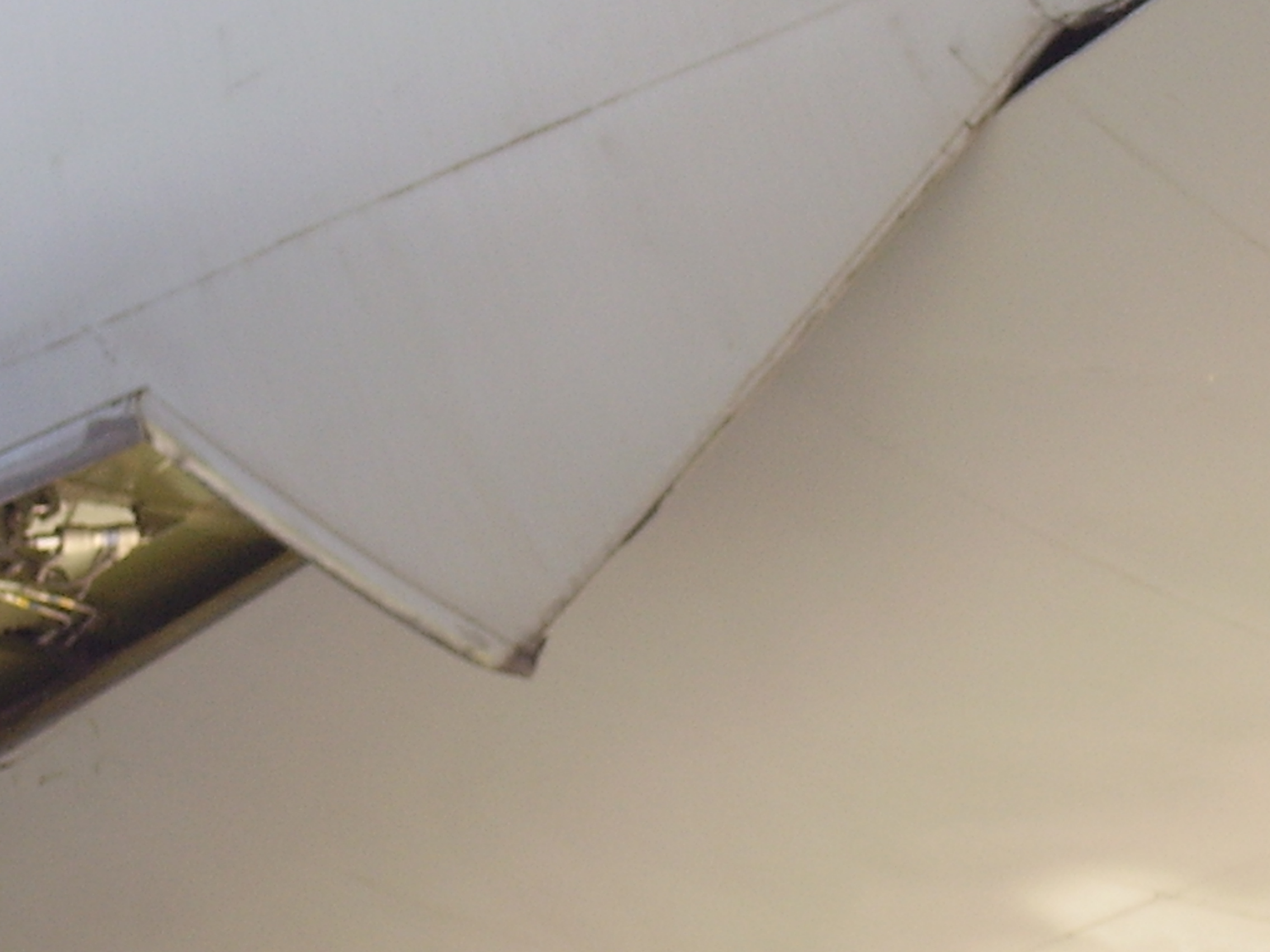
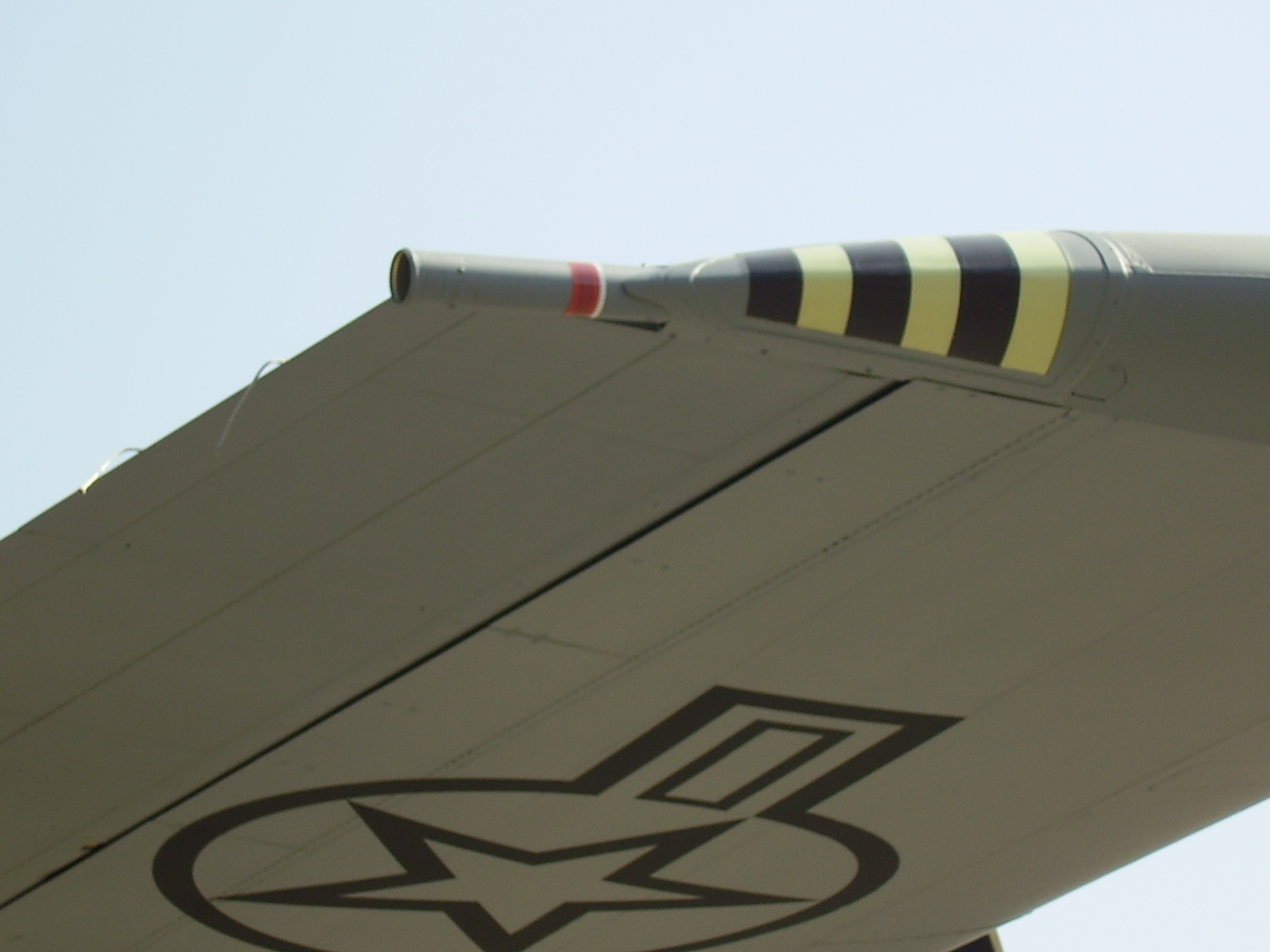
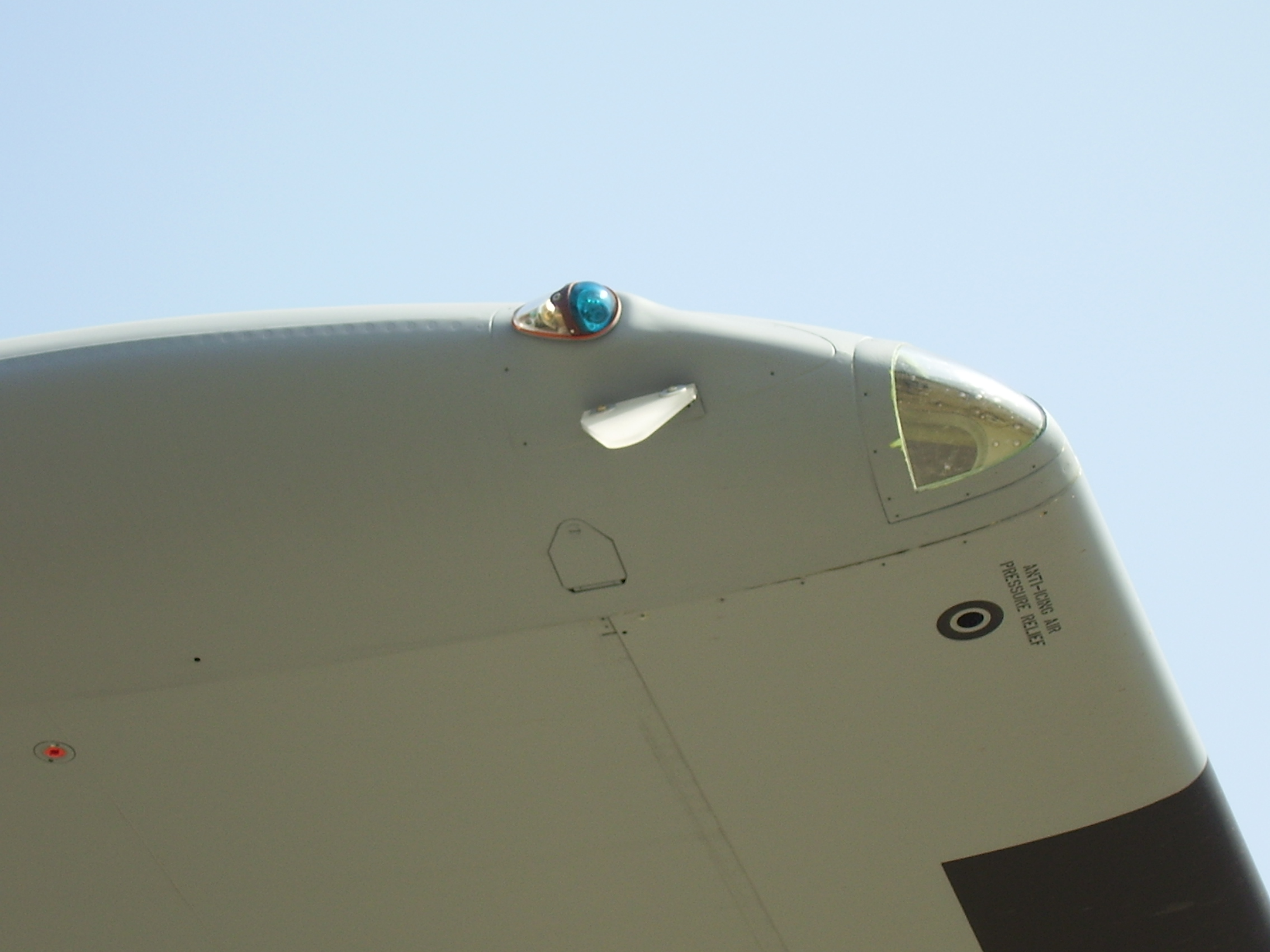
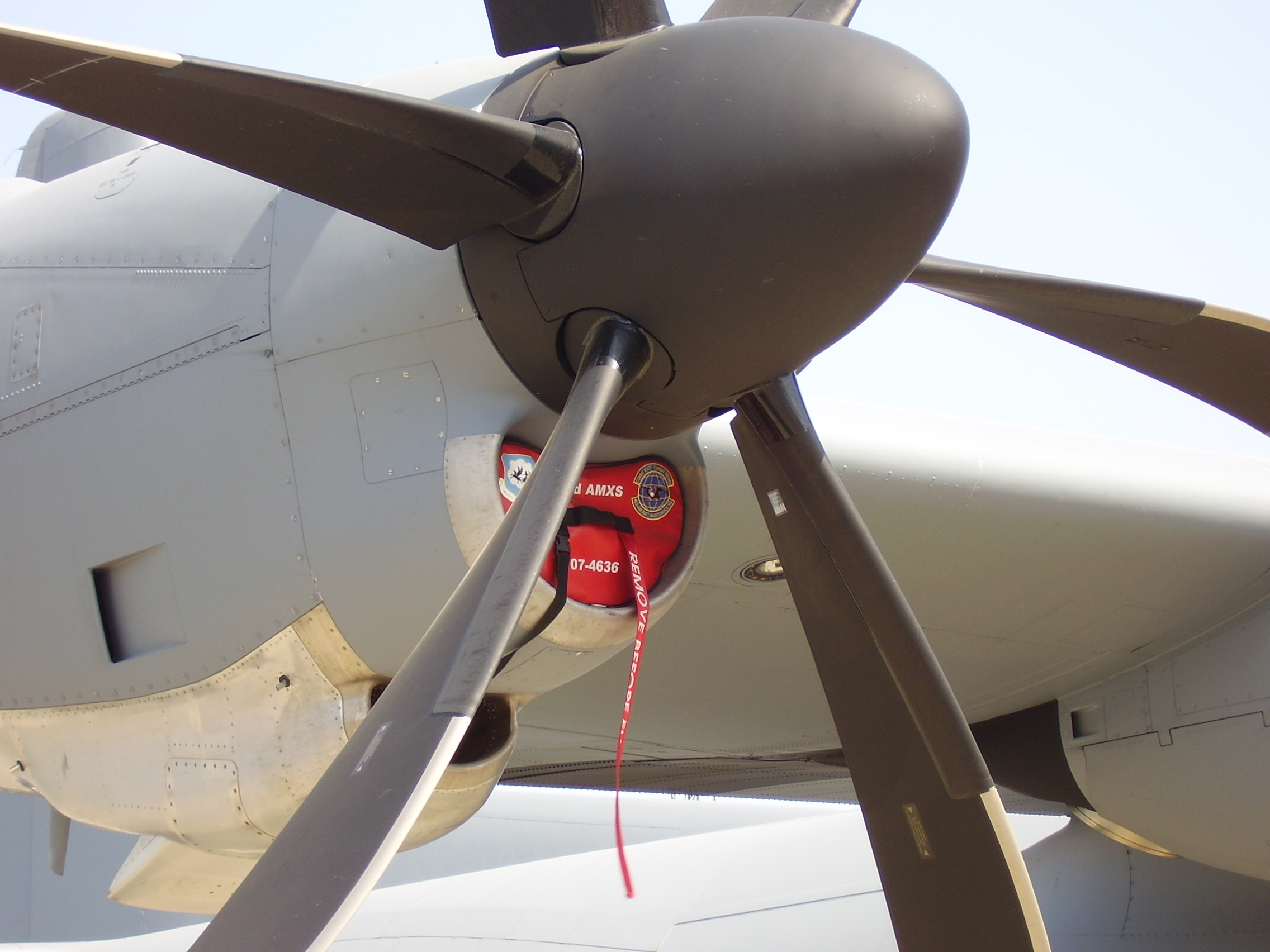
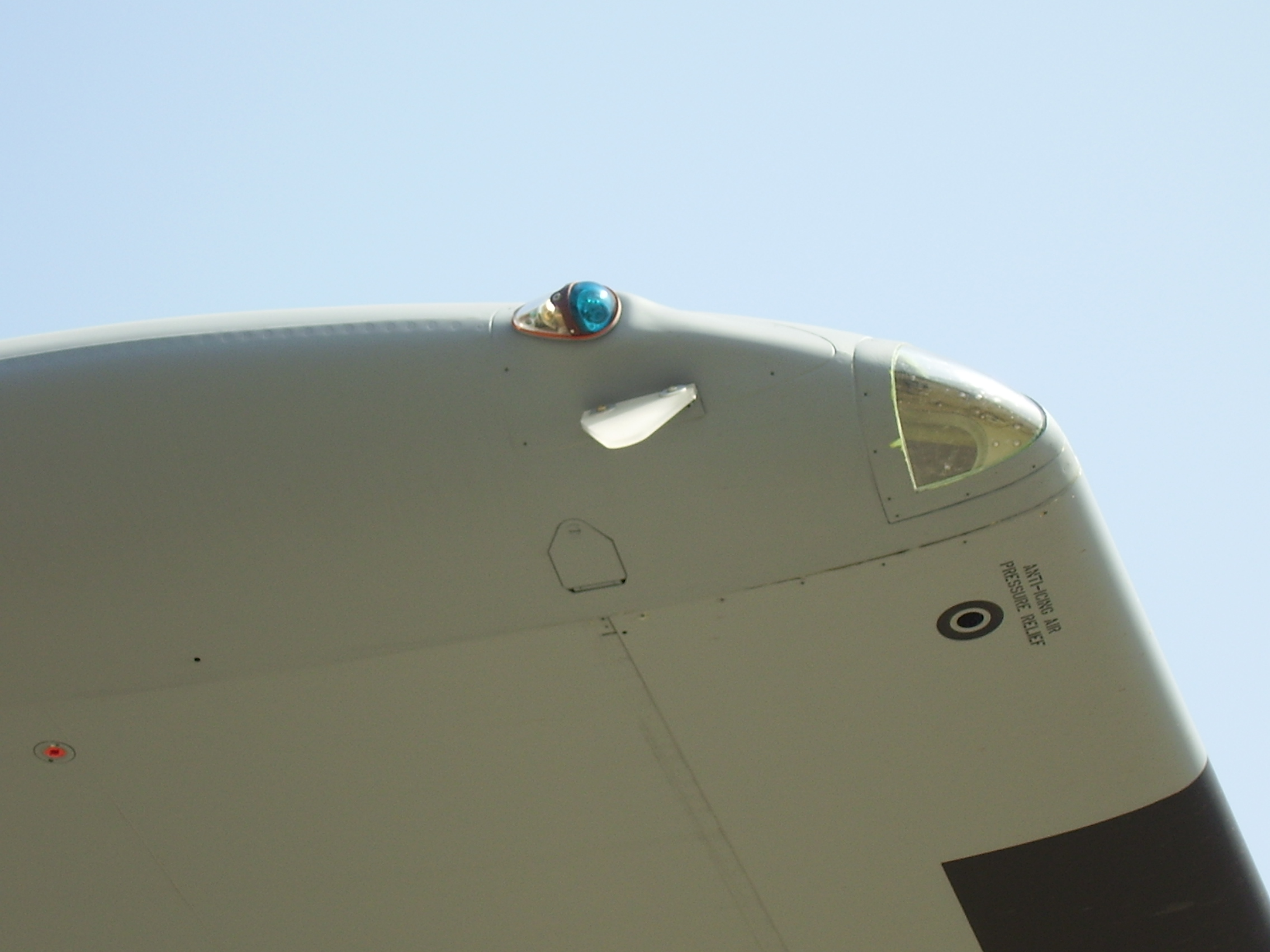
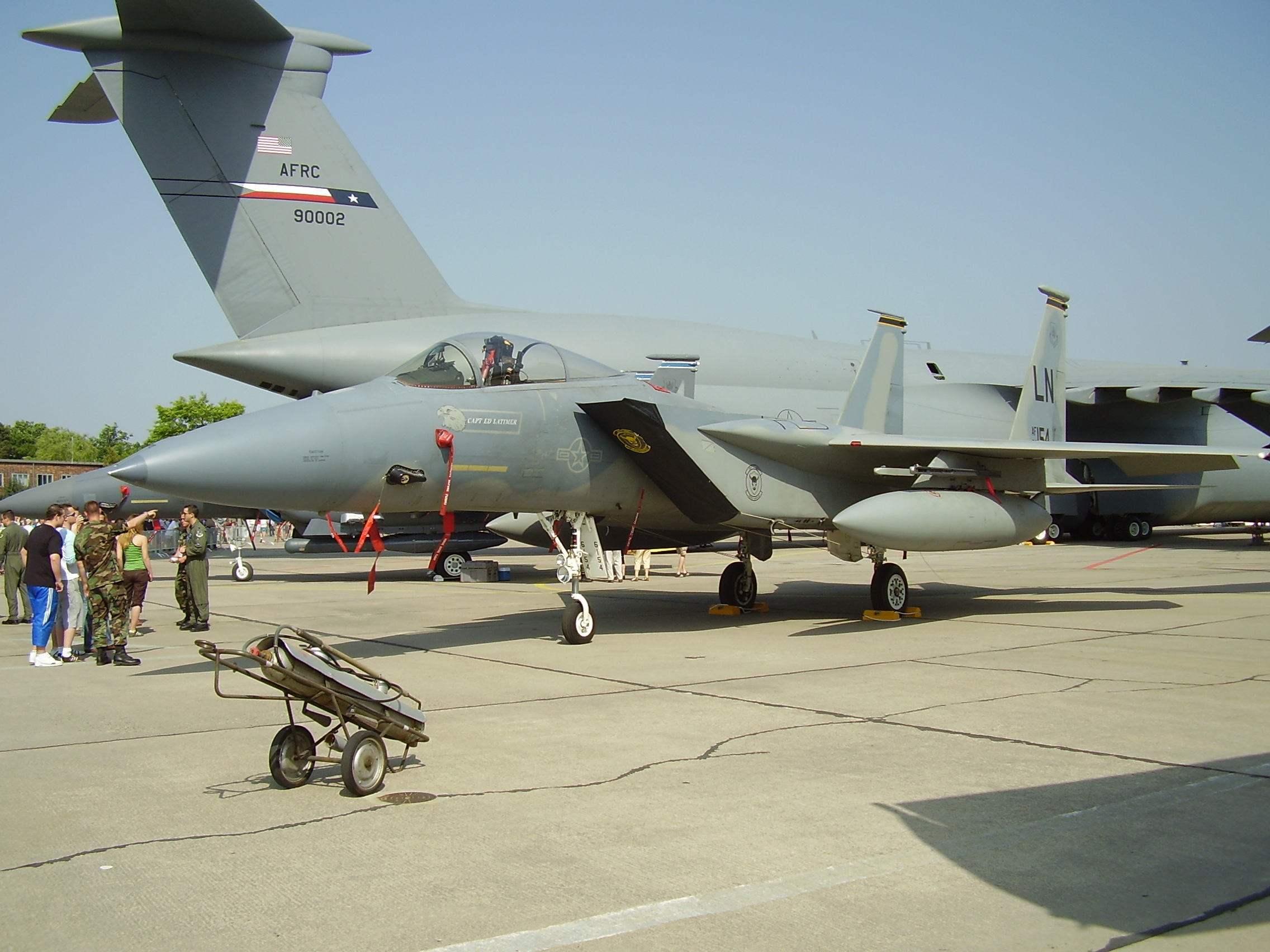
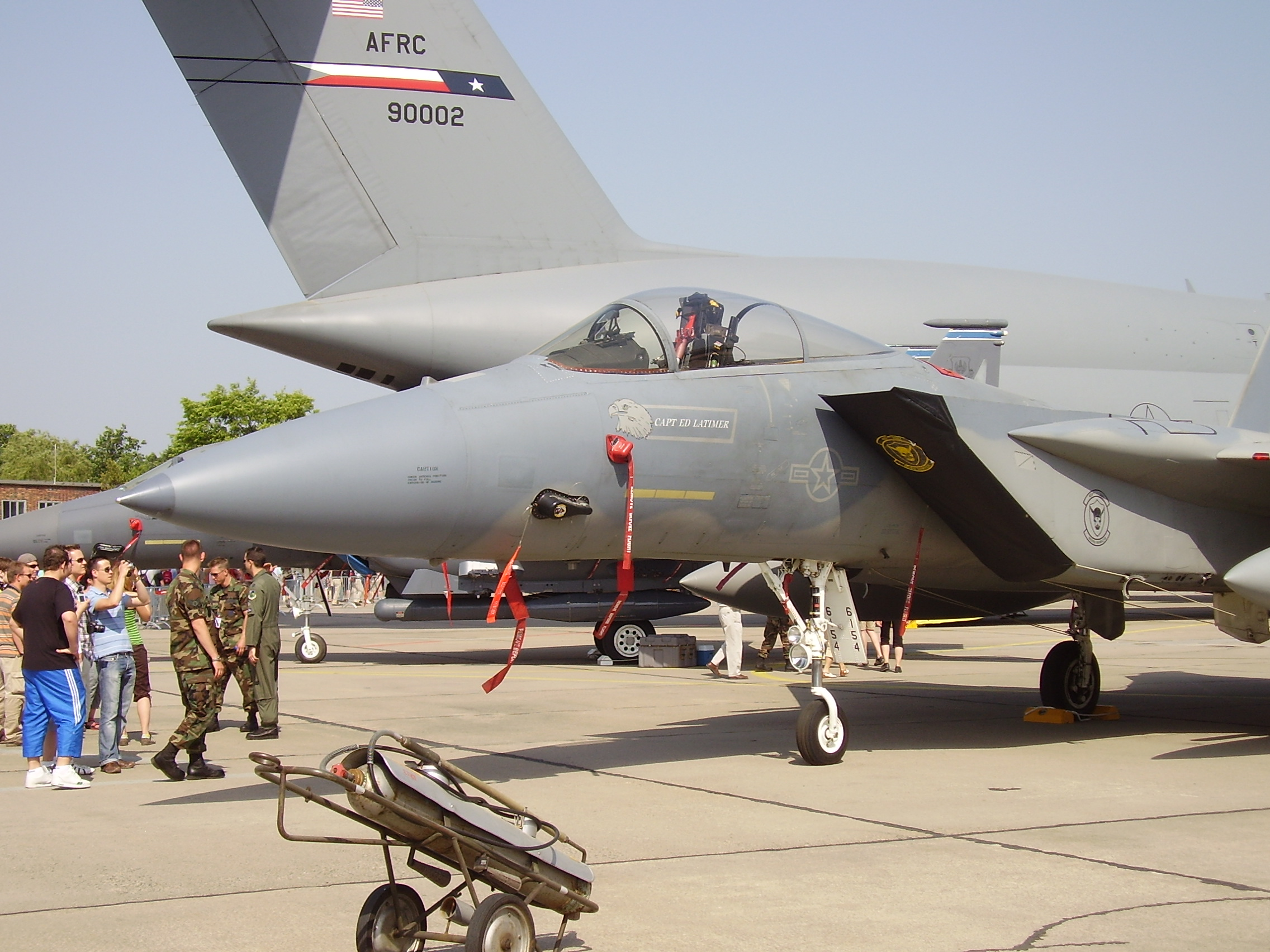
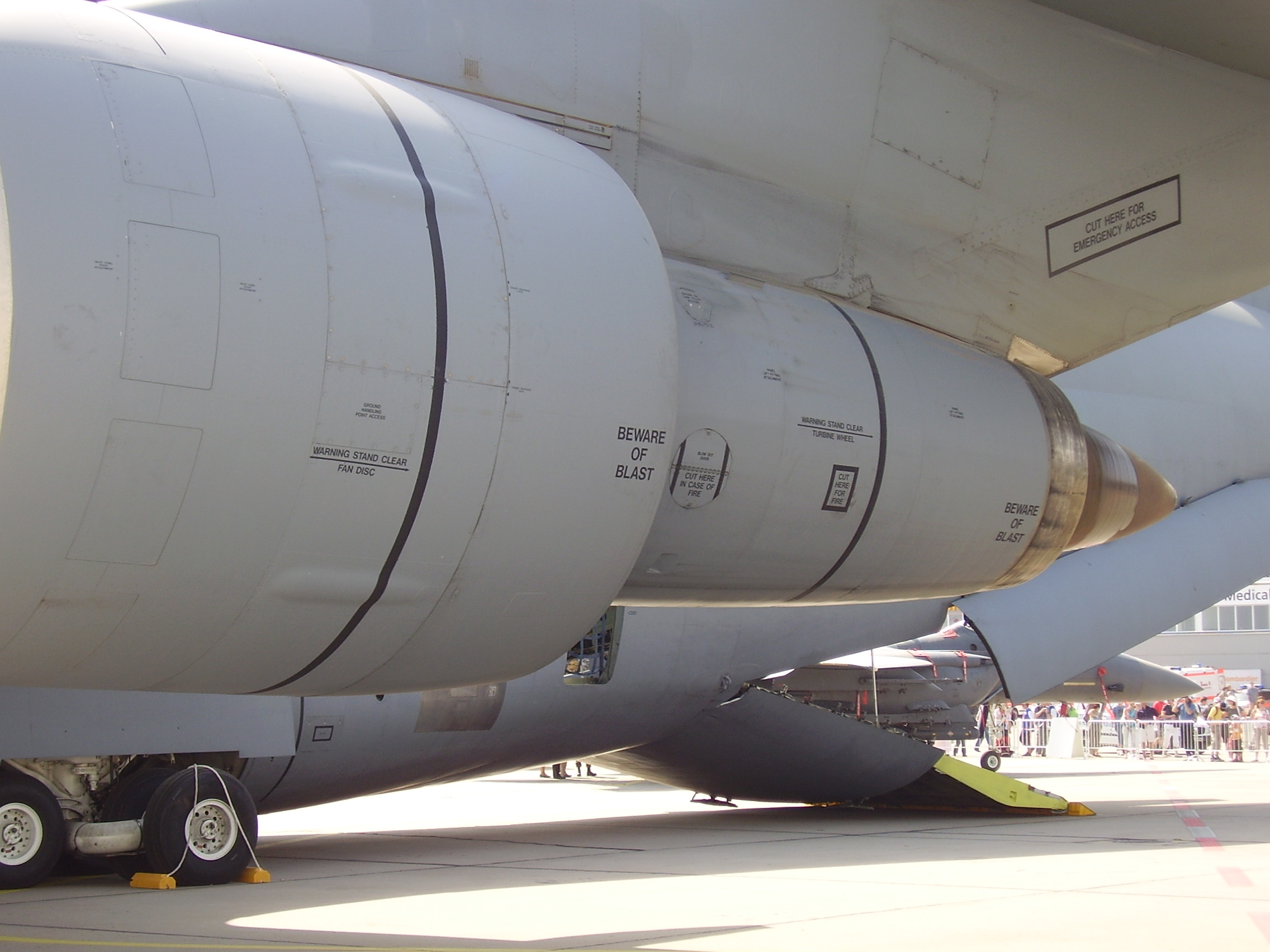

## انظر ايضًا
- معرض أبوتسفورد الدولي للطيران
- معرض بيجين هيل الدولي للطيران
- معرض أستراليا الدولي للطيران
- معرض رادوم للطيران
- آيرو الهند